# Mecynippus ciliatus
Mecynippus ciliatus är en skalbaggsart som först beskrevs av Charles Joseph Gahan 1888.  Mecynippus ciliatus ingår i släktet Mecynippus och familjen långhorningar. Inga underarter finns listade i Catalogue of Life.